# Docteur Kildare (série de films)

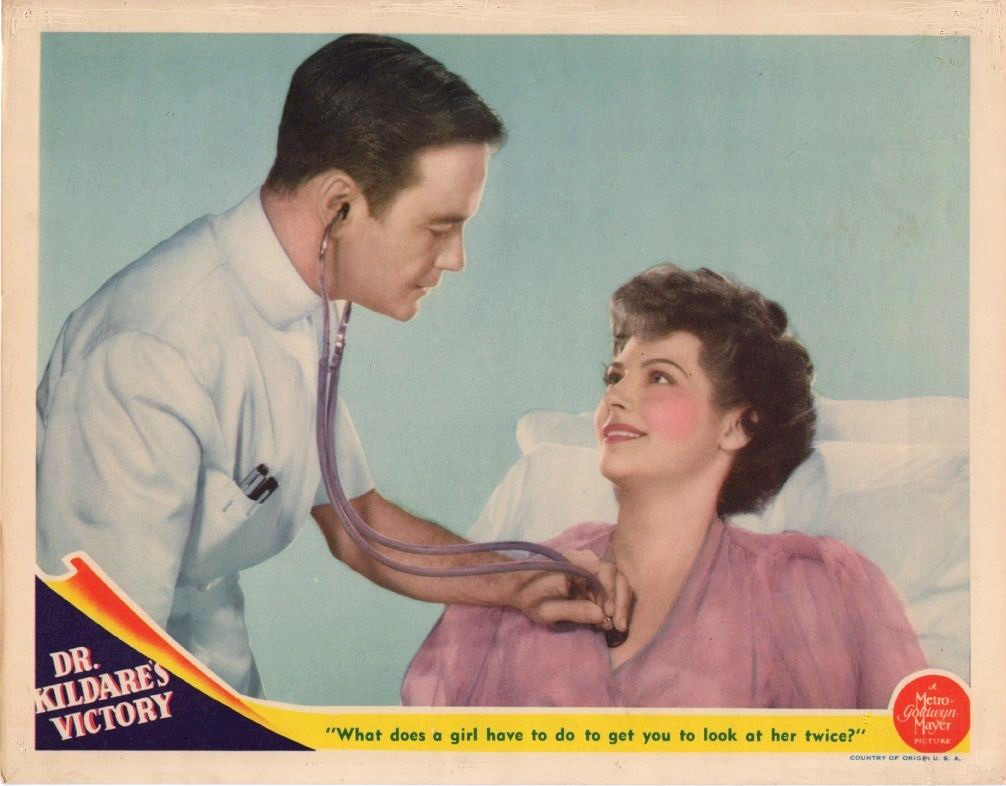
Carte promotionnelle pour le film Dr. Kildare's Victory (1942).

Le docteur James Kildare est un personnage de fiction créé par l'écrivain américain Max Brand en 1936. Il est le héros d'une dizaine de romans et de nouvelles ayant fait l'objet d'une série d'adaptations cinématographiques dans les années 1930-1940.

## Historique
Le docteur James Kildare apparaît pour la première fois à l'écran en 1937 sous les traits de Joel McCrea  dans La Loi du milieu d'Alfred Santell produit par les studios Paramount.
Les droits sont rachetés l'année suivante par la MGM qui confient le rôle à Lew Ayres, jeune acteur s'étant distingué entre autres dans Le Baiser (1929) aux côtés de Greta Garbo et À l'Ouest, rien de nouveau, et qui est marié à Ginger Rogers, star des films musicaux avec Fred Astaire. Le rôle du Dr Leonard B. Gillespie, mentor de Kildare, est quant à lui attribué à Lionel Barrymore. Neuf films sont tournés entre 1938 et 1942, la quasi-totalité réalisée par Harold S. Bucquet.
En 1942, alors que se prépare le tournage du dixième film de la série, Lew Ayres refuse de s'enrôler lorsque les États-Unis entrent en guerre et se déclare comme objecteur de conscience. Devant la mauvaise publicité engendrée, la MGM décide d'éliminer sans aucune explication le personnage de Kildare et de recentrer l'histoire sur le Dr Gillespie. D'autres jeunes médecins apparaissent à ses côtés : John Hunter Gerniede (Philip Dorn), Randall « Red » Adams (Van Johnson),  Lee Wong How (Keye Luke) et Tommy Coalt (James Craig).
Il ne sera plus fait mention du Dr Kildare jusqu'à la production d'une série télévisée, Le Jeune Docteur Kildare (1961-1966), précurseure des séries hospitalières comme Hôpital central (General Hospital).

## Série de filmsDrKildare
- La Loi du milieu (Internes Can't Take Money, 1937), film américain d'Alfred Santell avec Joel McCrea (Dr Kildare) ;
- Le Jeune docteur Kildare (1938), film américain d'Harold S. Bucquet avec Lew Ayres (Dr Kildare) et Lionel Barrymore (Dr Gillespie) ;
- On demande le docteur Kildare (Calling Dr. Kildare, 1939), film américain d'Harold S. Bucquet avec Lew Ayres et Lionel Barrymore ;
- Le Secret du docteur Kildare (The Secret of Dr. Kildare, 1939), film américain d'Harold S. Bucquet avec Lew Ayres et Lionel Barrymore ;
- L'Étrange Cas du docteur Kildare (Dr. Kildare's Strange Case, 1940), film américain d'Harold S. Bucquet avec Lew Ayres et Lionel Barrymore ;
- Docteur Kildare, médecin de campagne (Dr. Kildare Goes Home, 1940), film américain d'Harold S. Bucquet avec Lew Ayres et Lionel Barrymore ;
- Dr. Kildare's Crisis (1940)[2], film américain d'Harold S. Bucquet avec Lew Ayres et Lionel Barrymore ;
- The People vs. Dr. Kildare (1941)[2], film américain d'Harold S. Bucquet avec Lew Ayres et Lionel Barrymore  ;
- Dr. Kildare's Wedding Day (1941)[2], film américain d'Harold S. Bucquet avec Lew Ayres et Lionel Barrymore ;
- Dr. Kildare's Victory (1942)[2], film américain de W. S. Van Dyke avec Lew Ayres et Lionel Barrymore.

## Série de filmsDrGillespie
- On demande le docteur Gillespie (Calling Dr. Gillespie, 1942), film américain d'Harold S. Bucquet avec Lionel Barrymore  (Dr Gillespie) et  Philip Dorn  (Dr John Hunter Gerniede) ;
- Le docteur Gillespie a un nouvel assistant (Dr. Gillespie's New Assistant, 1942), film américain de Willis Goldbeck avec Lionel Barrymore, Van Johnson (Dr Randall « Red » Adams) et Keye Luke (Dr Lee Wong How) ;
- Un crime à l'hôpital (Dr. Gillespie's Criminal Case, 1943), film américain de Willis Goldbeck avec Lionel Barrymore, Van Johnson et Keye Luke ;
- Trois hommes en blanc (Three Men in White, 1944), film américain de Willis Goldbeck avec Lionel Barrymore, Van Johnson et Keye Luke ;

- L'Impossible Amour (Between Two Women, 1945), film américain de Willis Goldbeck avec Lionel Barrymore, Van Johnson et Keye Luke  ;
- Dark Delusion (1947), film américain de Willis Goldbeck avec Lionel Barrymore, James Craig (Dr Tommy Coalt) et Keye Luke.

## Série télévisée
- Le Jeune Docteur Kildare, série télévisée américaine en 190 épisodes diffusée entre le 28 septembre 1961 et le 30 août 1966 sur le réseau NBC, avec Richard Chamberlain dans le rôle du Dr Kildare.